# Moncloa (métro de Madrid)
Moncloa est une station des lignes 3 et 6 du métro de Madrid, en Espagne.

## Situation
La station constitue le terminus nord-ouest de la ligne 3 et est située entre Argüelles au sud-est et Ciudad Universitaria au nord-ouest sur la ligne 6. Elle est établie sous la rue de la Princesse, à proximité de la place de la Moncloa, à la jonction des arrondissements de Chamberí et Moncloa-Aravaca.

## Historique

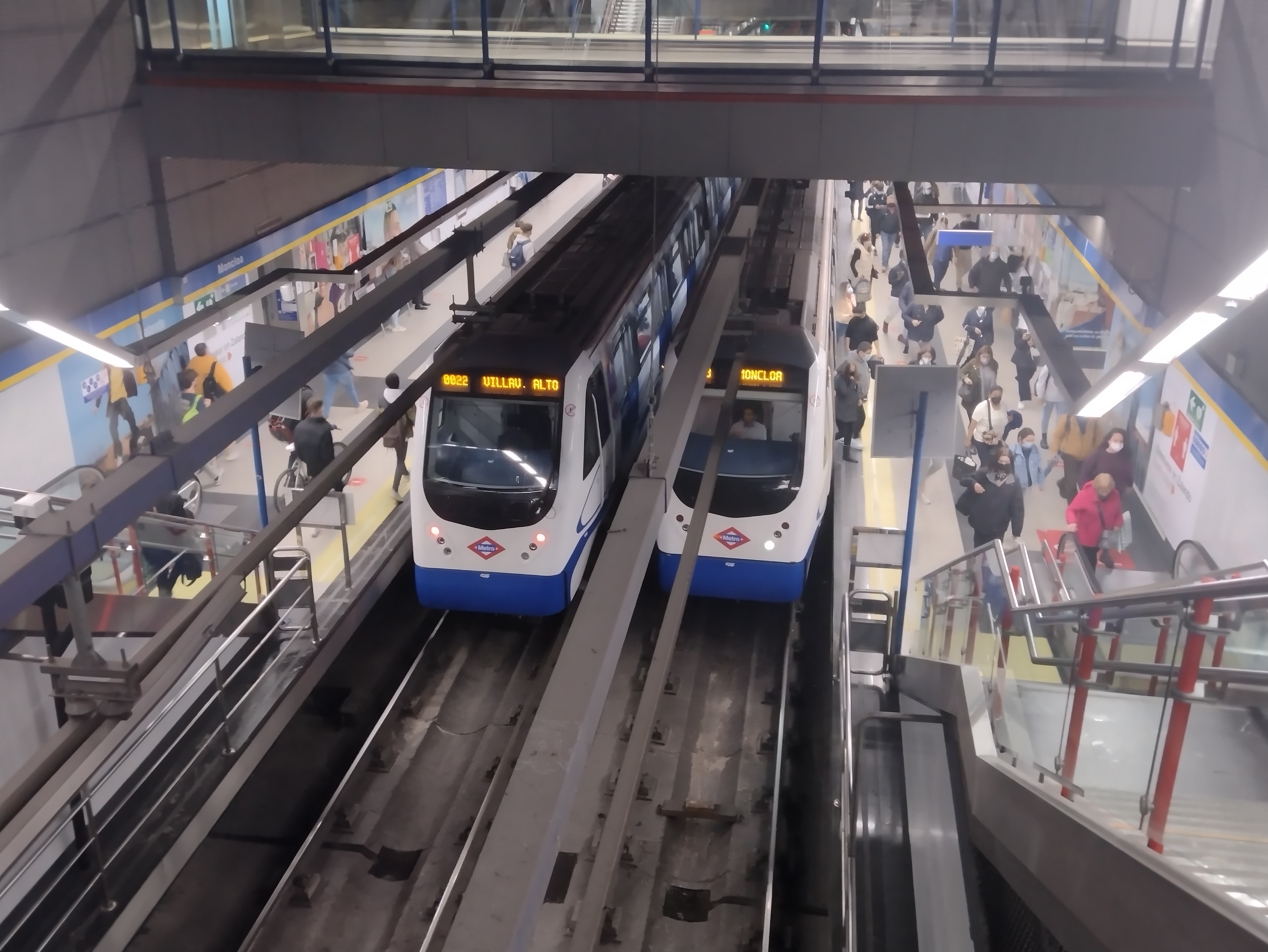
Moncloa - opération pour deux plates-formes

La station est mise en service le 17 juillet 1963 lors de l'ouverture du prolongement de la ligne 3 depuis Argüelles. Les quais de la ligne 6 sont eux mis en service le 10 mai 1995 lors de l'ouverture du dernier tronçon de la ligne 6 qui la transforme en ligne circulaire. La même année, un terminal souterrain est ouvert afin de regrouper une trentaine de lignes d'autobus interurbains reliant la capitale aux villes de la Sierra de Guadarrama. La station d'origine de la ligne 3 est démolie, reconstruite puis inaugurée en septembre 2006.

## Service des voyageurs

### Accueil
La station possède cinq accès équipés d'escaliers, d'escaliers mécaniques et d'ascenseurs. Elle abrite un centre d'informations, des boutiques et un local pour garer les bicyclettes. Elle est en outre reliée par des accès directs à la gare routière souterraine d'où partent les lignes d'autobus urbains et interurbains.

### Intermodalité
La station est en correspondance avec les lignes d'autobus n°1, 16, 44, 46, 61, 82, 83, 132, 133, 160, 161, 162, C1, C2, A et G du réseau EMT, ainsi qu'avec les lignes d'autobus interurbains n°573, 601, 611, 611A, 612, 613, 621, 622, 623, 624, 625, 626, 627, 628, 629, 631, 632, 635, 641, 642, 643, 645, 651, 652, 653, 654, 655, 656, 656A, 657, 657A, 658, 659, 661, 661A, 662, 664, 671, 672, 672A, 673, 681, 682, 683, 684, 686, 686A, 687, 688 et 691.